# Голконда (Невада)
Голконда (англ. Golconda) — переписна місцевість (CDP) в США, в окрузі Гумбольдт штату Невада. Населення — 182 особи (2020).

## Географія
Голконда розташована за координатами 40°57′41″ пн. ш. 117°30′28″ зх. д. / 40.96139° пн. ш. 117.50778° зх. д. (40.961383, -117.507778).  За даними Бюро перепису населення США в 2010 році переписна місцевість мала площу 23,41 км², уся площа — суходіл.

## Демографія
Згідно з переписом 2010 року, у переписній місцевості мешкало 214 осіб у 103 домогосподарствах у складі 53 родин. Густота населення становила 9 осіб/км².  Було 129 помешкань (6/км²).
Расовий склад населення:
| - 94,4 % — білих - 0,9 % — азіатів - 0,5 % — корінних американців - 3,7 % — осіб інших рас |

До двох чи більше рас належало 0,5 %. Частка іспаномовних становила 8,9 % від усіх жителів.
За віковим діапазоном населення розподілялося таким чином: 21,5 % — особи молодші 18 років, 61,7 % — особи у віці 18—64 років, 16,8 % — особи у віці 65 років та старші. Медіана віку мешканця становила 47,8 року. На 100 осіб жіночої статі у переписній місцевості припадало 135,2 чоловіків;  на 100 жінок у віці від 18 років та старших — 140,0 чоловіків також старших 18 років.
За межею бідності перебувало 15,6 % осіб, у тому числі 0,0 % дітей у віці до 18 років та 0,0 % осіб у віці 65 років та старших.
Цивільне працевлаштоване населення становило 88 осіб. Основні галузі зайнятості: сільське господарство, лісництво, риболовля — 56,8 %, роздрібна торгівля — 25,0 %, будівництво — 13,6 %, публічна адміністрація — 4,5 %.